# Villers-Chief
Pour les articles homonymes, voir Villers.
Villers-Chief est une commune française située dans le département du Doubs, la région culturelle et historique de Franche-Comté et la région administrative Bourgogne-Franche-Comté.

## Géographie

### Géographie physique
Villers-Chief occupe avec Vellerot-lès-Vercel et Villers-la-Combe un plateau d'une altitude moyenne de 650 m, qui domine à l'ouest la plate-forme d'Orsans et qui constitue la section nord du plateau de Vercel, laquelle est séparée du reste du plateau de Vercel par l'anticlinal de Domprel (Bois de la Côte), où se trouve le point culminant du village (belvédère des Trois Croix, 773 m). Une combe orientée est-ouest (altitude : 632 m), sur le rebord septentrional de laquelle est construit le village (altitude : 648 m), partage la commune, puis entaille le plateau, en direction du sud, pour déboucher sur le val de Creuse (altitude : 557 m), qui prend plus en aval le nom d'Audeux et limite le territoire communal au sud-ouest. Le plateau ne comporte pas de cours d'eau, car les eaux de pluie s'infiltrent dans le sol karstique.

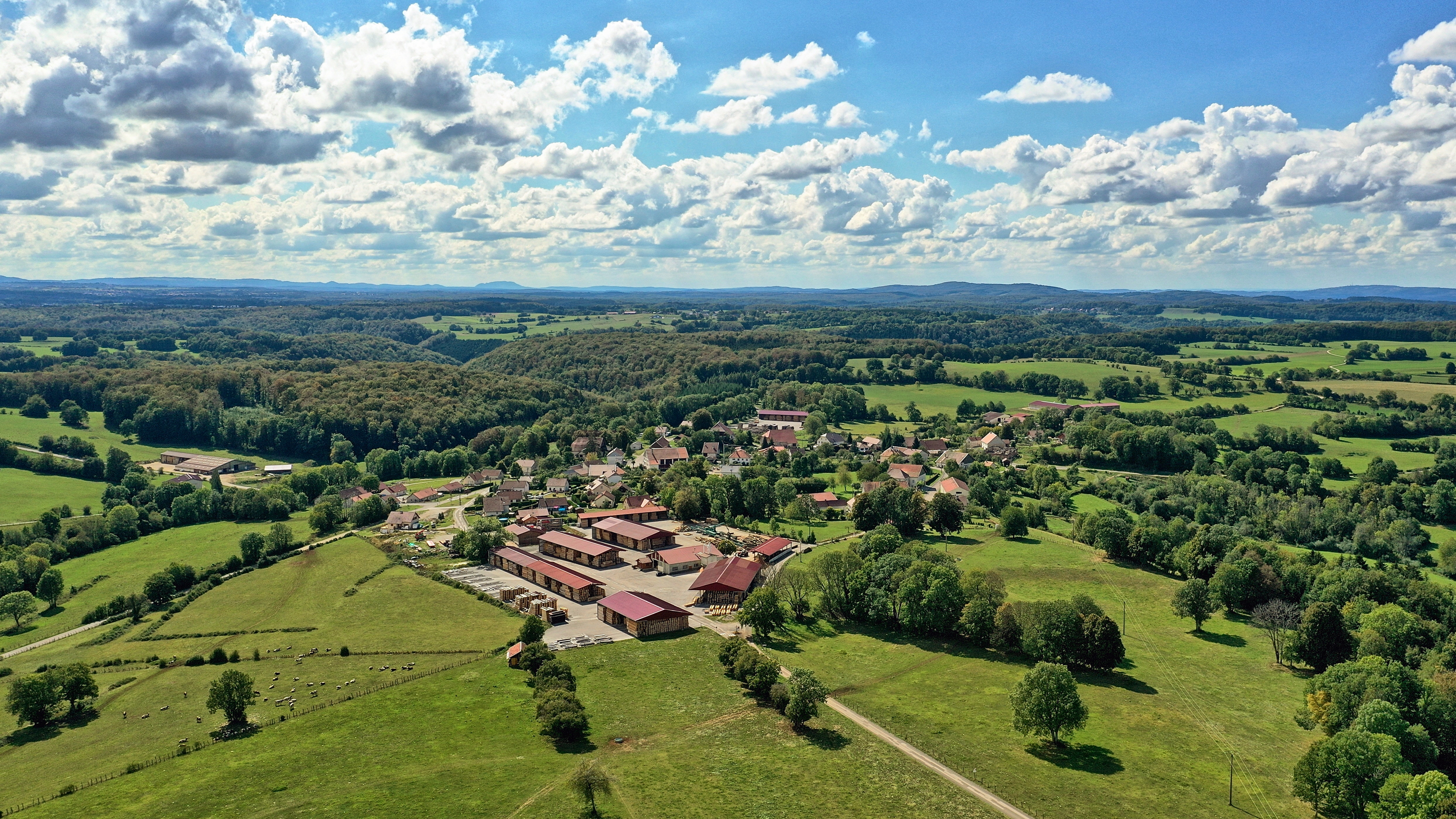
Vue générale du village.

### Toponymie
Vilers en 1390 ; Viller Rechier en 1424 ; Viller Rechief en 1448 ; Villers Richier en 1475 ; Villers-Reschier en 1614 ; Villersrechiefs en 1630 ; Villers Rechief en 1671.

### Climat
Pour des articles plus généraux, voir Climat de la Bourgogne-Franche-Comté et Climat du Doubs.
En 2010, le climat de la commune est de type climat de montagne, selon une étude du Centre national de la recherche scientifique s'appuyant sur une série de données couvrant la période 1971-2000. En 2020, Météo-France publie une typologie des climats de la France métropolitaine dans laquelle la commune est dans une zone de transition entre le climat semi-continental et le climat de montagne et est dans la région climatique  Jura, caractérisée par une forte pluviométrie en toutes saisons (1 000 à 1 500 mm/an), des hivers rigoureux et un ensoleillement médiocre. 
Pour la période 1971-2000, la température annuelle moyenne est de 8,4 °C, avec une amplitude thermique annuelle de 16,8 °C. Le cumul annuel moyen de précipitations est de 1 343 mm, avec 13,4 jours de précipitations en janvier et 11 jours en juillet. Pour la période 1991-2020, la température moyenne annuelle observée sur la station météorologique de Météo-France la plus proche, « Adam-lès-Vercel », sur la commune d'Adam-lès-Vercel à 7 km à vol d'oiseau, est de 9,8 °C et le cumul annuel moyen de précipitations est de 1 510,7 mm. 
La température maximale relevée sur cette station est de 38,4 °C, atteinte le 24 juillet 2019 ; la température minimale est de −22,9 °C, atteinte le 2 mars 2005,,. 
Les paramètres climatiques de la commune ont été estimés pour le milieu du siècle (2041-2070) selon différents scénarios d'émission de gaz à effet de serre à partir des nouvelles projections climatiques de référence DRIAS-2020. Ils sont consultables sur un site dédié publié par Météo-France en novembre 2022.

## Urbanisme

### Typologie
Au 1er janvier 2024, Villers-Chief est catégorisée commune rurale à habitat dispersé, selon la nouvelle grille communale de densité à 7 niveaux définie par l'Insee en 2022.
Elle est située hors unité urbaine. Par ailleurs la commune fait partie de l'aire d'attraction de Valdahon, dont elle est une commune de la couronne,. Cette aire, qui regroupe 22 communes, est catégorisée dans les aires de moins de 50 000 habitants,.

### Occupation des sols
L'occupation des sols de la commune, telle qu'elle ressort de la base de données européenne d’occupation biophysique des sols Corine Land Cover (CLC), est marquée par l'importance des territoires agricoles (62,8 % en 2018), une proportion identique à celle de 1990 (62,8 %). La répartition détaillée en 2018 est la suivante : zones agricoles hétérogènes (39,7 %), forêts (33,8 %), prairies (23,1 %), zones urbanisées (3,3 %). L'évolution de l’occupation des sols de la commune et de ses infrastructures peut être observée sur les différentes représentations cartographiques du territoire : la carte de Cassini (XVIIIe siècle), la carte d'état-major (1820-1866) et les cartes ou photos aériennes de l'IGN pour la période actuelle (1950 à aujourd'hui).

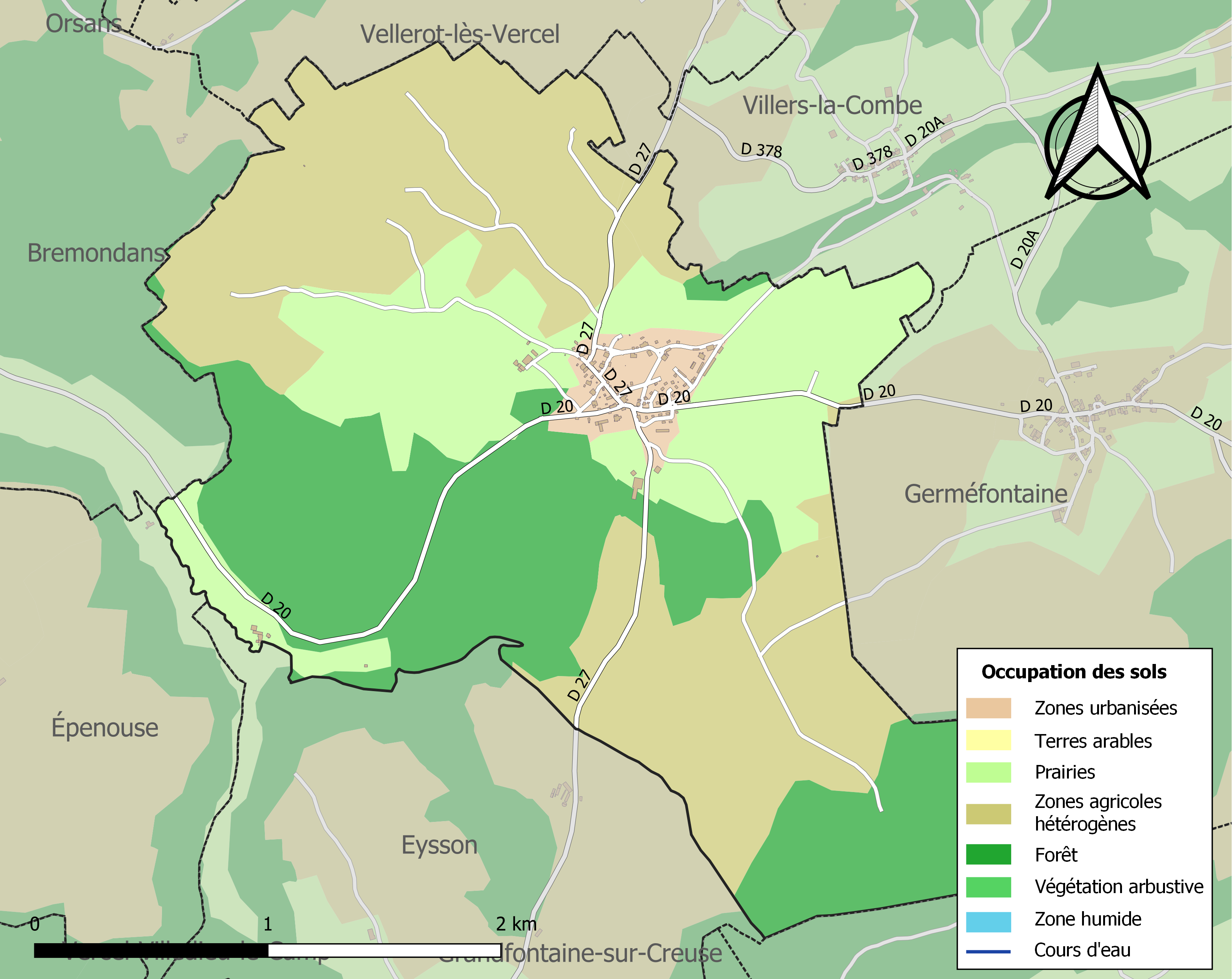
Carte des infrastructures et de l'occupation des sols de la commune en 2018 (CLC).

Il n'y a pas d'église, celle ci se trouve à Villers-la-Combe, au lieu-dit Mont de Villers.

## Politique et administration
| Période                                  | Période  | Identité         | Étiquette | Qualité  |
| ---------------------------------------- | -------- | ---------------- | --------- | -------- |
| mars 2008                                | En cours | Christian Bertin | DVG       | Retraité |
| mars 2001                                | 2008     | Odile Savignat   |           |          |
| Les données manquantes sont à compléter. |          |                  |           |          |

## Démographie
L'évolution du nombre d'habitants est connue à travers les recensements de la population effectués dans la commune depuis 1793. Pour les communes de moins de 10 000 habitants, une enquête de recensement portant sur toute la population est réalisée tous les cinq ans, les populations de référence des années intermédiaires étant quant à elles estimées par interpolation ou extrapolation. Pour la commune, le premier recensement exhaustif entrant dans le cadre du nouveau dispositif a été réalisé en 2006.

En 2022, la commune comptait 142 habitants, en évolution de +13,6 % par rapport à 2016 (Doubs : +1,88 %, France hors Mayotte : +2,11 %).
| 1793 | 1800 | 1806 | 1821 | 1831 | 1836 | 1841 | 1846 | 1851 |
| ---- | ---- | ---- | ---- | ---- | ---- | ---- | ---- | ---- |
| 211  | 182  | 207  | 232  | 216  | 229  | 230  | 239  | 250  |

| 1856 | 1861 | 1866 | 1872 | 1876 | 1881 | 1886 | 1891 | 1896 |
| ---- | ---- | ---- | ---- | ---- | ---- | ---- | ---- | ---- |
| 252  | 222  | 247  | 217  | 220  | 216  | 227  | 223  | 232  |

| 1901 | 1906 | 1911 | 1921 | 1926 | 1931 | 1936 | 1946 | 1954 |
| ---- | ---- | ---- | ---- | ---- | ---- | ---- | ---- | ---- |
| 200  | 204  | 194  | 189  | 207  | 210  | 185  | 164  | 171  |

| 1962 | 1968 | 1975 | 1982 | 1990 | 1999 | 2006 | 2011 | 2016 |
| ---- | ---- | ---- | ---- | ---- | ---- | ---- | ---- | ---- |
| 167  | 141  | 129  | 112  | 109  | 119  | 114  | 112  | 125  |

| 2021 | 2022 | - | - | - | - | - | - | - |
| ---- | ---- | - | - | - | - | - | - | - |
| 137  | 142  | - | - | - | - | - | - | - |

## Économie et infrastructure
Villers-Chief reste un village où prédomine l'agriculture (élevage, céréales). Une scierie et un moulin (Moulin de la Creuse) fournissent quelques emplois. Les autres personnes actives en dehors du secteur primaire vont travailler dans les agglomérations plus importantes de la région.
Le village est à l'écart des grands axes routiers. La D 27 le relie à Clerval vers le nord (26 km) et à Vercel vers le sud-ouest (6 km). Il est à 7 km à l'ouest de Pierrefontaine-les-Varans par la D 20 et à 43 km (par la route) à l'est de Besançon.

## Lieux et monuments
- La fontaine « Ronde ». Jusqu'en 1822, des creux servaient de fontaine. Les eaux de pluie qui les alimentaient entraînaient des choses dégoûtantes et insalubres et que leur stagnance produisoit des insectes qui répugnoit aux hommes et aux bestiaux. En 1841, la municipalité fit appel à l'abbé Paramel afin qu'il cherchât une source sur le territoire communal. En 1842 - 1843 le conseil municipal décida, non sans hésitation en raison du coût des travaux, de capter deux sources situées à la lisière du Bois de la Faye, de construire un réservoir et d'amener l'eau par des tuyaux en poterie jusqu'à la fontaine construite au centre du village[1].
- La vallée de l'Audeux, aussi appelé la Creuse à cet endroit.
- La chapelle Saint-Claude située au milieu des champs, à la limite communale avec Villers-la-Combe.

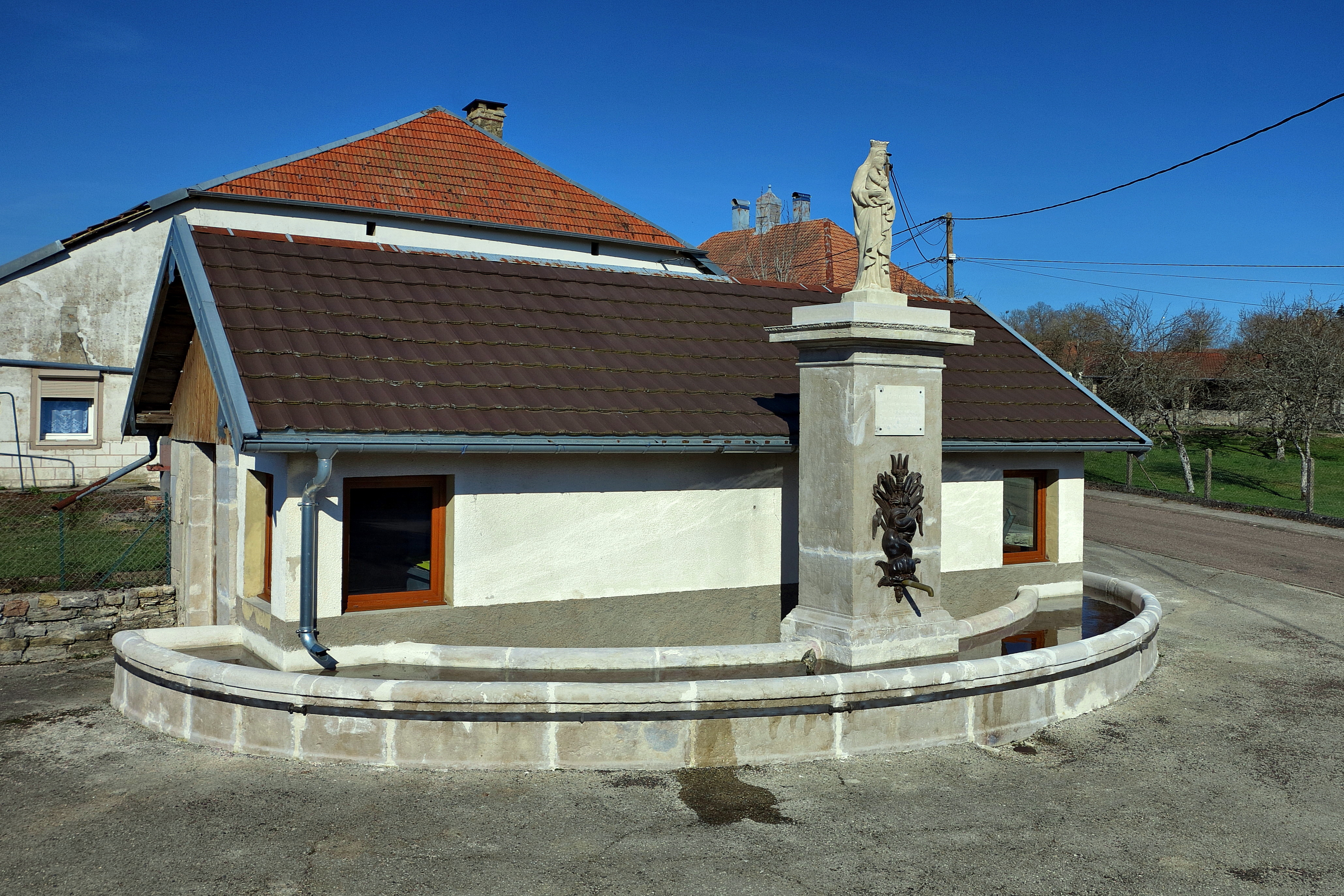
La fontaine « ronde » restaurée et remise en eau.
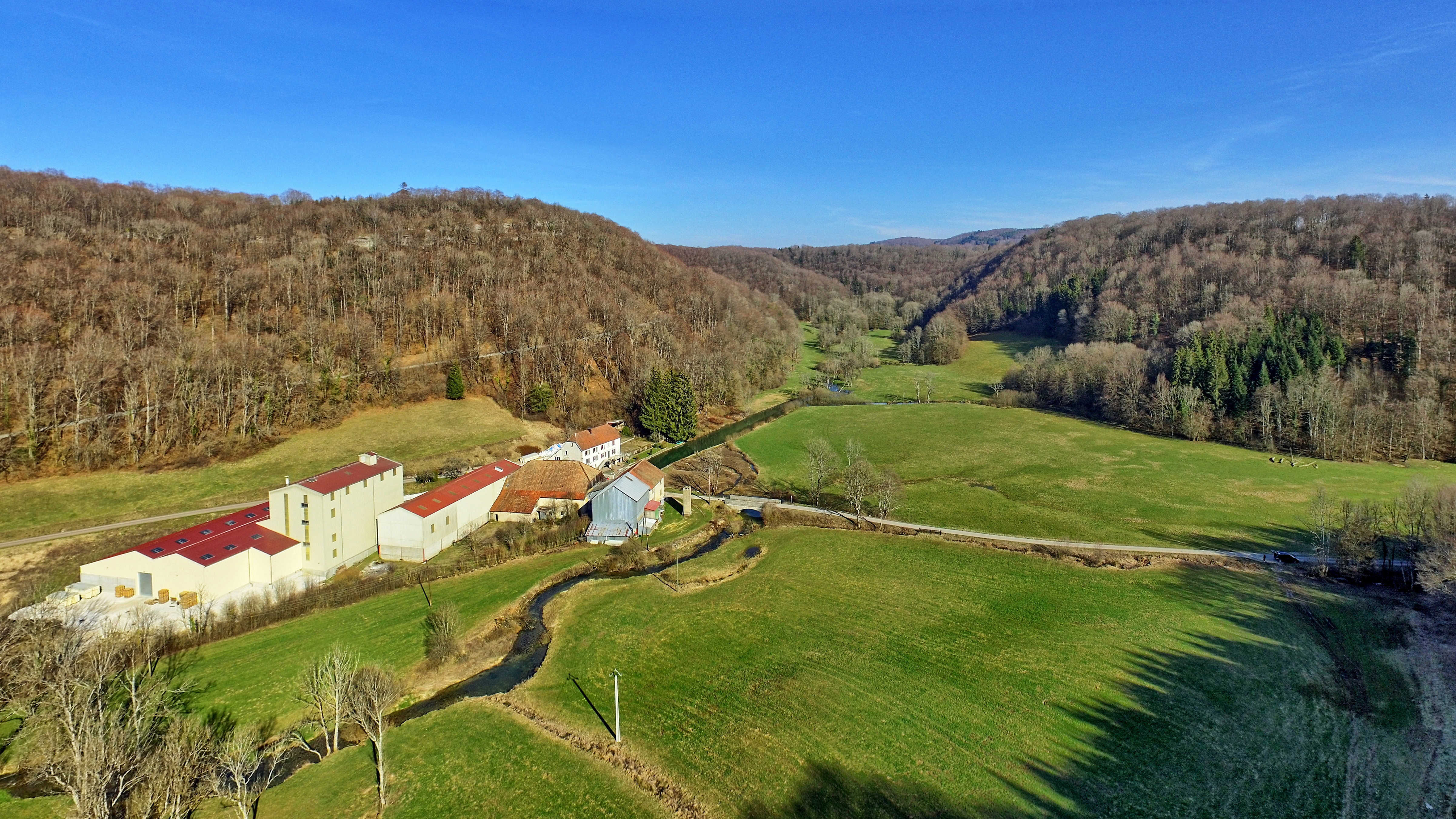
La vallée de l'Audeux au moulin de Creuse.
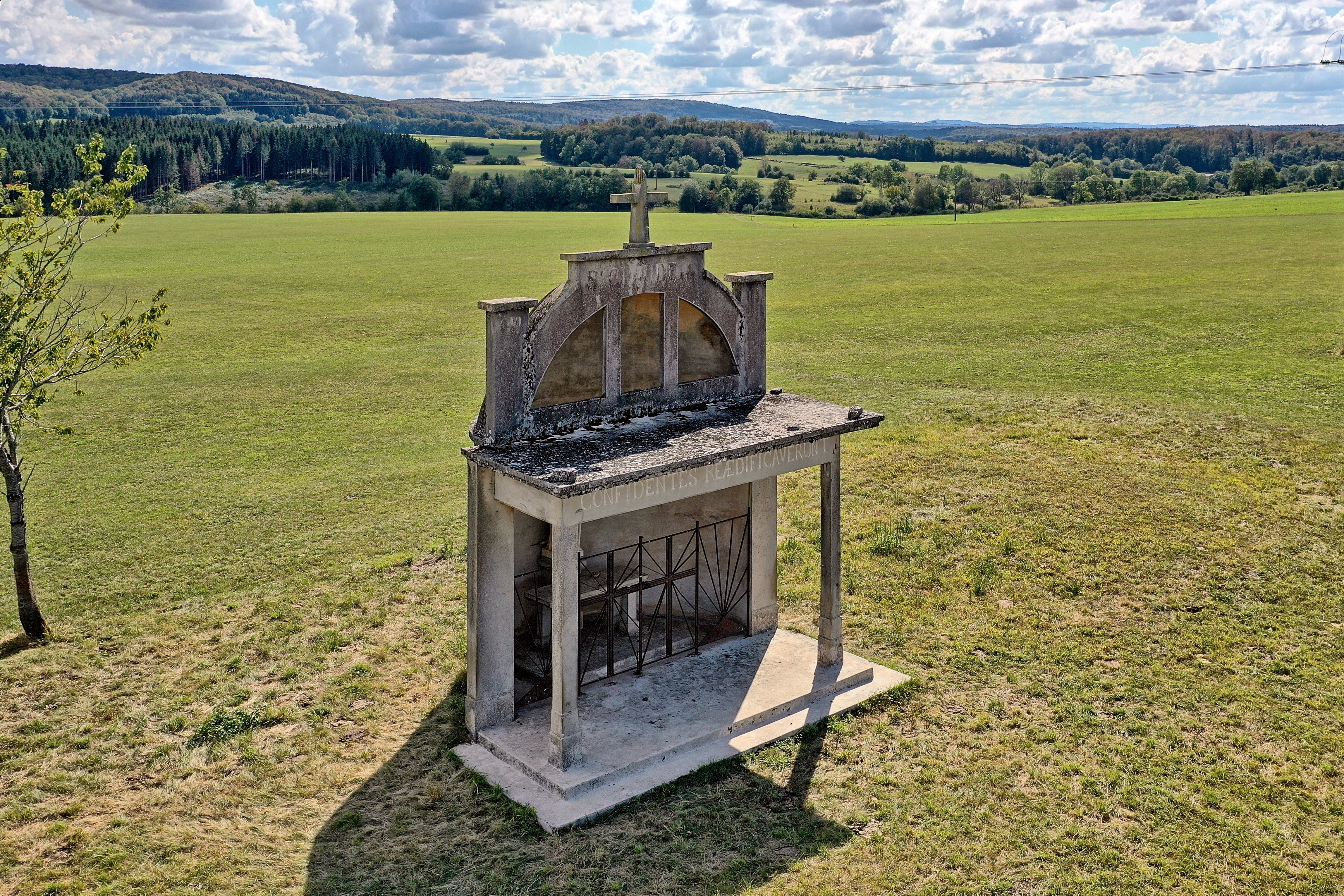
La chapelle Saint-Claude.